# Jair Peralta
Jair Peralta (Panama, 5 gennaio 1976) è un ex cestista panamense.

## Carriera
Con Panama ha disputato i Campionati mondiali del 2006.